# Im Morgengrauen brach die Hölle los
Im Morgengrauen brach die Hölle los ist ein in Nordafrika spielender US-amerikanischer Kriegsfilm von Henry Hathaway mit Richard Burton und Wolfgang Preiss als sein Gegenspieler, „Wüstenfuchs“ Generalfeldmarschall Erwin Rommel.

## Handlung
Zweiter Weltkrieg, 1942 in Libyen: Die britischen Expeditionskräfte sind in Nordafrika auf dem Rückzug, bedrängt durch das Afrikakorps Feldmarschall Erwin Rommels. Der britische Captain Alex Foster von der Aufklärung der 8. Armee nimmt die Identität eines LKW-Fahrers der eigenen Truppe an, der verwundete Soldaten transportiert. Foster will sich von den Deutschen gefangen nehmen lassen, um Zugang zum Feind und dessen Divisionen zu bekommen. Tatsächlich wird er vom deutschen Hauptmann Schröder „aufgesammelt“ und zu den anderen britischen Gefangenen des deutschen Konvois gesteckt. Dort lernt Foster den britischen Major Hugh Tarkington von einer medizinischen Abteilung kennen. Der erzählt Foster, dass der Großteil der britischen Gefangenen bereits in deutsche Obhut nach Tunesien gebracht wurde. Lediglich die kränkelnden bzw. verwundeten Sergeant Alan MacKenzie, Private Ed Brown, Sergeant Joe Reilly und Dan Garth blieben, da nicht transportfähig, zurück. Bestürzt muss Foster zur Kenntnis nehmen, dass sich unter den nach Tunesien transportierten Briten auch seine Leute des Elite-Kommandoeinheit der 5. Armee befanden, mit denen er seine geheime Mission durchführen sollte.
Aus dem US-Rundfunk erfahren die britischen Kriegsgefangenen, das Tobruk an der libyschen Küste von den Deutschen erobert wurde. Sgt. MacKenzie erzählt Foster und Tarkington, dass der abtransportierte britische Kommandoführer die Mission der Einheit anvertraute, bei der die Männer eine Krankheit vortäuschen, dann den Konvoi übernehmen und nach Tobruk weiterfahren sollten, wo sie die Hafengeschütze in Abstimmung mit einem Angriff der Royal Navy zerstören sollten. Als Foster vorschlägt, dass er und die vier verbleibenden gefangenen Briten zusammen mit den britischen medizinischen Helfern die Mission dennoch durchführen könnten, ist Tarkington skeptisch und weigert sich, seinen Männern die Teilnahme zu gestatten. Am nächsten Morgen, als der deutsche Konvoi seine Reise fortsetzt, teilt Foster Tarkington mit, dass ein Kampfflugzeug der Briten die Gruppe beschießen wird, um eine Ablenkung zu bewirken, damit die Engländer Schröder überwältigen und infolgedessen die Führung des Konvois übernehmen können. Foster verspricht dem Arzt, dass er nach der Gefangennahme der Deutschen die Geheimdienstbasis kontaktieren wird, um die wenig Erfolg versprechende Tobruk-Mission abzubrechen, und bereitet die anderen heimlich auf die Ablenkung vor. Die Übernahme gelingt, obwohl die Deutschen das Kampfflugzeug abschießen und das Funkgerät zerstören. Da die Zerstörung des Funkgeräts sie außerstande gebracht hat, den Geheimdienst zu kontaktieren, um die Mission abzubrechen, besteht Foster darauf, dass die Tobruk-Mission nun doch durchgeführt werden müsse.
Major Tarkington stimmt widerwillig zu, seinen Männern zu erlauben, Foster dabei zu helfen. Nachdem dieser die schriftlichen Befehle an Hauptmann Schröder entgegengenommen hat, die es dem Konvoi erlauben, nach Tobruk zu fahren, ziehen er, MacKenzie und Garth die Uniformen der Deutschen an. Tarkington aber verlangt, dass Schröder und dessen Männer verschont bleiben. Foster stimmt zu, und der Konvoi fährt weiter und lässt die Deutschen zurück. Während die Laster durch die Wüste fahren, weisen Foster und Sgt. Reilly die Sanitäter an, den Mörser zu laden und abzufeuern, den Flammenwerfer zu bedienen und Abwehrtechniken anzuwenden. Am späten Nachmittag ist die Gruppe fassungslos, als sie auf zwei deutsche Panzerdivisionen trifft, und Foster und MacKenzie schließen daraus, dass es in der Nähe eine geheime deutsche Treibstoffversorgung gibt. Foster befürwortet die Zerstörung des Tanklagers und fragt Tarkington, ob er Medikamente bereitstellen kann, die die Symptome von Typhus vortäuschen, um Zugang zu Rommels Lager zu erhalten, von dem sie wissen, dass es in der Nähe ist.
Obwohl Tarkington am Gelingen der Finte zweifelt, kann man den deutschen Panzertrupp davon überzeugen, dass einige von Fosters Männern schwer erkrankt sind, und sie erhalten eine Funkgenehmigung, um das Feldlazarett in Rommels Lager zu kontaktieren. Dort gibt Tarkington vor, die mutmaßlich erkrankten Männer pflegen zu wollen. Feldmarschall Rommel ist gerade anwesend, um verwundete deutsche Soldaten zu besuchen. Tarkington überrascht Foster, indem er sich mit Rommel über das Sammeln von Briefmarken unterhält, ein beliebtes Hobby beider Männer. Als der Feldmarschall Tarkington in sein Zelt einlädt, um den Smalltalk fortzusetzen, protestiert Foster, aber der Arzt ermutigt seinen Landsmann, diese Ablenkung zu nutzen, um den Standort der deutschen Kraftstoffversorgung auszukundschaften. Im Kommunikationszelt erfährt Foster, der nicht nur die deutsche Uniform trägt, sondern auch noch fließend Deutsch spricht, vom Standort des Tanklagers, und nachdem Tarkington wieder zu ihnen gestoßen ist, fährt der Konvoi ab.
Einige Meilen von den Panzertruppen entfernt finden und erobern Foster und die Männer einen einsamen Aufklärungspanzer. Fosters Trupp übernimmt den Panzer und macht sich auf den Weg zum Treibstofflager, ohne zu wissen, dass der zurückgelassene Schröder und seine Männer von den Deutschen zwischenzeitlich entdeckt und aufgesammelt wurden. Schröder informiert Rommel sofort über die Pläne Fosters. Am Depot angekommen, überrascht der Panzer die deutsche Wache und sprengt die gesamte Deponie. Foster und seine Leute entkommen ihrem brennenden Panzer und kehren zum Konvoi zurück, der eilig abfährt, um die letzten paar Meilen nach Tobruk zurückzulegen. Als der Konvoi am nächsten Tag von einer Kolonne der deutschen Militärpolizei passiert wird, befiehlt Foster seinen Fahrern, ihnen genau zu folgen, um den Anschein zu erwecken, dass sie eine offizielle Eskorte sind. Die Prozedur treibt den Konvoi durch die Sicherheitskontrolle am Stadtrand von Tobruk. Als Rommel einen Bericht erhält, dass der medizinische Konvoi in der Stadt angekommen ist, befiehlt Rommel Schröder, dem Feind zu folgen. Foster und die Männer kommen ungestört am Hafen an. Dort durchtrennen sie sämtliche Kommunikationskabel der Deutschen.
MacKenzie und seine Leute bereiten nunmehr die Angriffe auf die deutsche Waffenbasis vor. Währenddessen nähert sich die Royal Navy in der Hoffnung, dass die deutschen Geschütze in Tobruk, wie geplant, bereits zerstört wurden, der libyschen Küste. Die Hafengeschütze entdecken in der Dämmerung die feindlichen Schiffe und beginnen zu feuern, aber die britischen Schiffe bleiben außerhalb deren Reichweite. Foster führt mehrere seiner Leute bei einem Verteidigungsangriff, um das deutsche Feuer von MacKenzies Gruppe abzulenken. Als die eigenen Schiffe in Reichweite kommen, beginnen sie auf den Hafen zu feuern und entsenden mehrere Landungsboote. Foster wird am Bein verletzt, kann sich aber in Sicherheit bringen. Schröder trifft auf dem Höhepunkt der Schlacht ein und sucht nach Foster. Der Brite Cpl. Peter Merrihew pflegt derweil Foster, bis er von Schröder getötet wird. Daraufhin erledigt Foster wiederum seinen deutschen Feind. Als auf See ein Kreuzer von einem der Hafengeschütze versenkt wird, befiehlt der Admiral der Flotte den Rückzug. MacKenzies Männer dringen daraufhin in den Unterstand der deutschen Geschützanlage ein und töten deren Kanoniere. Dann zünden sie den zuvor angebrachten Sprengstoff, der die deutschen Geschütze in einem Feuersturm zerstört. Als die Royal Navy ihren Kurs in Richtung Tobruk wieder aufnimmt, nähern sich deutsche Streitkräfte dem Schlachtfeld. Die britische Marine nimmt das Gros der nunmehr befreiten Landsleute auf, während Foster und Tarkington von den Deutschen eingekreist werden und in Gefangenschaft geraten.

## Produktionsnotizen
Raid on Rommel, ganz offensichtlich ein filmischer Schnellschuss, entstand aus Kostenerwägungen nicht nur in kürzester Zeit (zwischen Ende Juni und Ende Juli 1970) an mexikanischen Drehorten, sondern griff aus ebensolchen Gründen bei zahlreichen Kriegs- und Actionszenen auf bereits vorhandenes Filmmaterial des vier Jahre zuvor gedrehten, thematisch nicht unähnlichen Streifens Tobruk zurück.
Die Weltpremiere war am 12. Februar 1971, die deutsche Erstaufführung fand am 17. November 1978 statt.
Albert Whitlock erstellte die fotografischen Spezialeffekte. Alexander Golitzen und Henry Bumstead gestalteten die Filmbauten. Robert Bradfield übernahm die Ausstattung. Ron Talshy zeichnete für die Kostüme verantwortlich.

## Kritiken
Die Kritiken fielen verhalten bis schlecht aus. Nachfolgend drei Beispiele:
Der Movie & Video Guide verortete hier einen „ausgelatschten Actionfilm zum Zweiten Weltkrieg“.
Halliwell‘s Film Guide sah einen „mutlosen low-Budget Actionfilm, der offensichtlich zunächst für das Fernsehen gedacht war“.
Das Lexikon des Internationalen Films befand: „Bilder der menschenvernichtenden Kriegsmaschinerie halten sich die Waage mit vordergründigem Schlachtengetümmel; insgesamt ein unbefriedigender Kriegsfilm.“